# Склареол
Склареол — дитерпеновый спирт, представитель терпеноидов.
Полное название — 14-лабден-8,13-диол, C20H36O2.

## Свойства
Бесцветные кристаллы. Хорошо растворим в этаноле, нерастворим в воде.

## Нахождение в природе и получение
В природе склареол присутствует в мускатном шалфее, из которого его получают экстрагированием из зелёных частей растения после удаления из них эфирного масла.

## Применение
Склареол применяется в основном для получения амбриаля и амброксида, а также для ароматизации табака.